# WTA U.S. Indoors
Die WTA U.S. Indoors waren ein Tennisturnier der WTA Tour.

## Siegerliste

### Einzel
| Austragungsort | Jahr | Siegerin            | Finalgegnerin      | Ergebnis      |
| -------------- | ---- | ------------------- | ------------------ | ------------- |
| Chestnut Hill  | 1966 | Billie Jean King    | Mary-Ann Eisel     | 6:0, 6:2      |
| Winchester     | 1967 | Billie Jean King    | Trudy Groenman     | 6:1, 6:0      |
| Winchester     | 1968 | Billie Jean King    | Rosie Casals       | 6:3, 9:7      |
| Detroit        | 1971 | Billie Jean King    | Rosie Casals       | 3:6, 6:1, 6:2 |
| Hingham        | 1972 | Virginia Wade       | Françoise Dürr     | 6:3, 7:5      |
| Boston         | 1973 | Evonne Goolagong    | Virginia Wade      | 6:4, 6.4      |
| New York City  | 1974 | Billie Jean King    | Chris Evert        | 6:3, 3:6, 6:2 |
| Boston         | 1975 | Martina Navrátilová | Evonne Goolagong   | 6:2, 4:6, 6:3 |
| Atlanta        | 1976 | Virginia Wade       | Betty Stöve        | 5:7, 7:5, 7:5 |
| Minneapolis    | 1977 | Martina Navratilova | Sue Barker         | 6:0, 6:1      |
| Minneapolis    | 1978 | Chris Evert         | Virginia Wade      | 6:7, 6:2, 6:4 |
| Minneapolis    | 1979 | Evonne Cawley       | Dianne Fromholtz   | 6:3, 6:4      |
| Minneapolis    | 1980 | Tracy Austin        | Dianne Fromholtz   | 6:1, 2:6, 6:2 |
| Minneapolis    | 1981 | Martina Navratilova | Tracy Austin       | 6:0, 6:2      |
| Philadelphia   | 1982 | Barbara Potter      | Pam Shriver        | 6:4, 2:6      |
| Hartford       | 1983 | Kim Shaefer         | Sylvia Hanika      | 6:4, 6:3      |
| Livingston     | 1984 | Martina Navratilova | Chris Evert-Lloyd  | 6:2, 7:6      |
| Princeton      | 1985 | Hana Mandlíková     | Catarina Lindqvist | 6:3, 7:5      |
| Princeton      | 1986 | Martina Navratilova | Helena Suková      | 3:6, 6:0, 7:6 |
| Piscataway     | 1987 | Helena Suková       | Lori McNeil        | 6:0, 6:3      |

### Doppel
| Austragungsort | Jahr | Siegerinnen                          | Finalgegnerinnen                      | Ergebnis       |
| -------------- | ---- | ------------------------------------ | ------------------------------------- | -------------- |
| Chestnut Hill  | 1966 | Rosie Casals Billie Jean King        | Justina Bricka Carol Hanks            | 3:6, 6:4, 6:2  |
| Winchester     | 1968 | Rosie Casals Billie Jean King        | Mary-Ann Eisel Kathleen Harter        | 6:2, 6:2       |
| Detroit        | 1971 | Mary-Ann Eisel Valerie Ziegenfuss    | Peaches Bartkowicz Judy Tegart Dalton | 2:6, 6:2, 6:3  |
| Hingham        | 1972 | Rosie Casals Virginia Wade           | Judy Tegart Dalton Françoise Dürr     | 2:6, 6:3, 7:64 |
| Boston         | 1973 | Marina Kroschina Olga Morosowa       | Evonne Goolagong Janet Young          | 6:2, 6:4       |
| Boston         | 1975 | Rosie Casals Billie Jean King        | Chris Evert Martina Navrátilová       | 6:3, 6:4       |
| Atlanta        | 1976 | Rosie Casals Françoise Dürr          | Betty Stöve Virginia Wade             | 6:0, 6:4       |
| Minneapolis    | 1977 | Rosie Casals Martina Navratilova     | Mima Jaušovec Virginia Ruzici         | 6:2, 6:1       |
| Minneapolis    | 1978 | Kerry Reid Wendy Turnbull            | Lesley Hunt Ilana Kloss               | 6:3, 6:3       |
| Minneapolis    | 1979 | Billie Jean King Martina Navratilova | Betty Stöve Wendy Turnbull            | 6:4, 7:6       |
| Minneapolis    | 1980 | Ann Kiyomura Candy Reynolds          | Anne Smith Paula Smith                | 6:3, 4:6, 6:1  |
| Minneapolis    | 1981 | Martina Navratilova Pam Shriver      | Rosie Casals Wendy Turnbull           | 6:3, 7:5       |
| Philadelphia   | 1982 | Rosie Casals Wendy Turnbull          | Barbara Potter Sharon Walsh           | 3:6, 7:6, 6:4  |
| Hartford       | 1983 | Billie Jean King Sharon Walsh        | Kathy Jordan Barbara Potter           | 3:6, 6:3, 6:4  |
| Livingston     | 1984 | Martina Navratilova Pam Shriver      | Jo Durie Ann Kiyomura                 | 6:4, 6:3       |
| Princeton      | 1985 | Martina Navratilova Pam Shriver      | Marcella Mesker Elizabeth Smylie      | 7:5, 6:2       |
| Princeton      | 1986 | Kathy Jordan Elizabeth Smylie        | Hana Mandlíková Helena Suková         | 6:3, 7:5       |
| Piscataway     | 1987 | Gigi Fernández Lori McNeil           | Betsy Nagelsen Elizabeth Smylie       | 6:1, 6:4       |